# 馬場咲希
馬場 咲希（ばば さき、2005年4月25日 - ）は、日本の女性プロゴルファーである。サントリー所属。

## 経歴・人物
東京都日野市出身。日野市立仲田小学校、日野市立日野第一中学校、日本ウェルネス高等学校を経て、2022年9月1日より代々木高等学校に転校している。
咲希の父が通っていたゴルフ練習場に当時立川市の小学生だった菅沼菜々（後にプロ入り）とその父が通っており、咲希の父が山梨県のゴルフ場でプレーした際にクラブハウスでファミリーゴルフ大会で優勝した菅沼父娘の写真が飾られていたのを見て、当時5歳だった娘にゴルフをやらせようと思ったことにより、咲希がゴルフを始めることになる。
小学校高学年時から全国大会に出るようになり、中学生年代では2年次に2019年関東ジュニアゴルフ選手権女子12～14歳の部で優勝を飾っている。
高校進学後、1年生時には東京都女子アマチュアゴルフ選手権で優勝、全国高等学校ゴルフ選手権大会などの大会に出場している。
スタンフォード大学からのスカウトも受けるが現在までに進路の確定はしていない。
2022年、高校2年次になると5月の関東女子ゴルフ選手権で優勝、JLPGAプロツアー大会のブリヂストンレディスオープンに出場し、28位（ベストアマチュア）に入ると、6月の全米女子オープンにアマチュアながら出場して決勝ラウンドへ進み、49位タイと大健闘する。そして8月に全米女子アマチュアゴルフ選手権（ワシントン州・チェンバーズ・ベイ・ゴルフコース）に挑戦し、マッチプレートーナメントを次々と勝ち進み、決勝戦に進出。決勝の36ホールマッチプレーではモネ・チャン（カナダ）を相手に終始圧倒的に試合を支配し、27番ホール終了時点で11 and 9として残り9ホールを残して勝利を決定し、1985年の服部道子（当時：愛知淑徳高等学校）以来、37年ぶり2人目となる日本人制覇を成し遂げた。
2023年11月、通算12アンダー、276、の2位でプロテストに合格した。

## 趣味
車が好きであり、2023年に車の免許が取れる18歳となり「時間があったら免許を取りたい」と言っている。
お酒にも興味があり初めて飲んだお酒はサントリーのウイスキーだった。2025年に成人したが誕生日の時点では米国に住んでいたこともあり米国では「21歳未満の飲酒は禁止」されていることから日本に帰国したときにやっと飲めた。